# Paul (Cap Verd)
Paul, és el nom d'un municipi situat en la nord-est de illa de Santo Antão, a Cap Verd. La capital del municipi és la localitat de Vila das Pombas, situada en la costa. És un municipi essencialment agrícola, especialment la vall de Paul, frondosa i rica, on es concentra la major part de la població.
Territorialment correspon amb les conques hidrogràfiques dels rius Paul, Janela i Penedo, més la línia de costa que els uneix.

## Divisió administrativa
El municipi només té una freguesia (parròquia), Santo António das Pombas. La freguesia és subdividida en els següents assentaments, amb població segons el cens de 2010:
- Cabo da Ribeira (pop: 912)
- Campo de Cão (pop: 787)
- Eito (pop: 979)
- Figueiral (pop: 591)
- Janela (pop: 1,658)
- Pico da Cruz (pop: 138)
- Pombas (town pop: 1,295, rural pop: 13, total pop: 1,309)

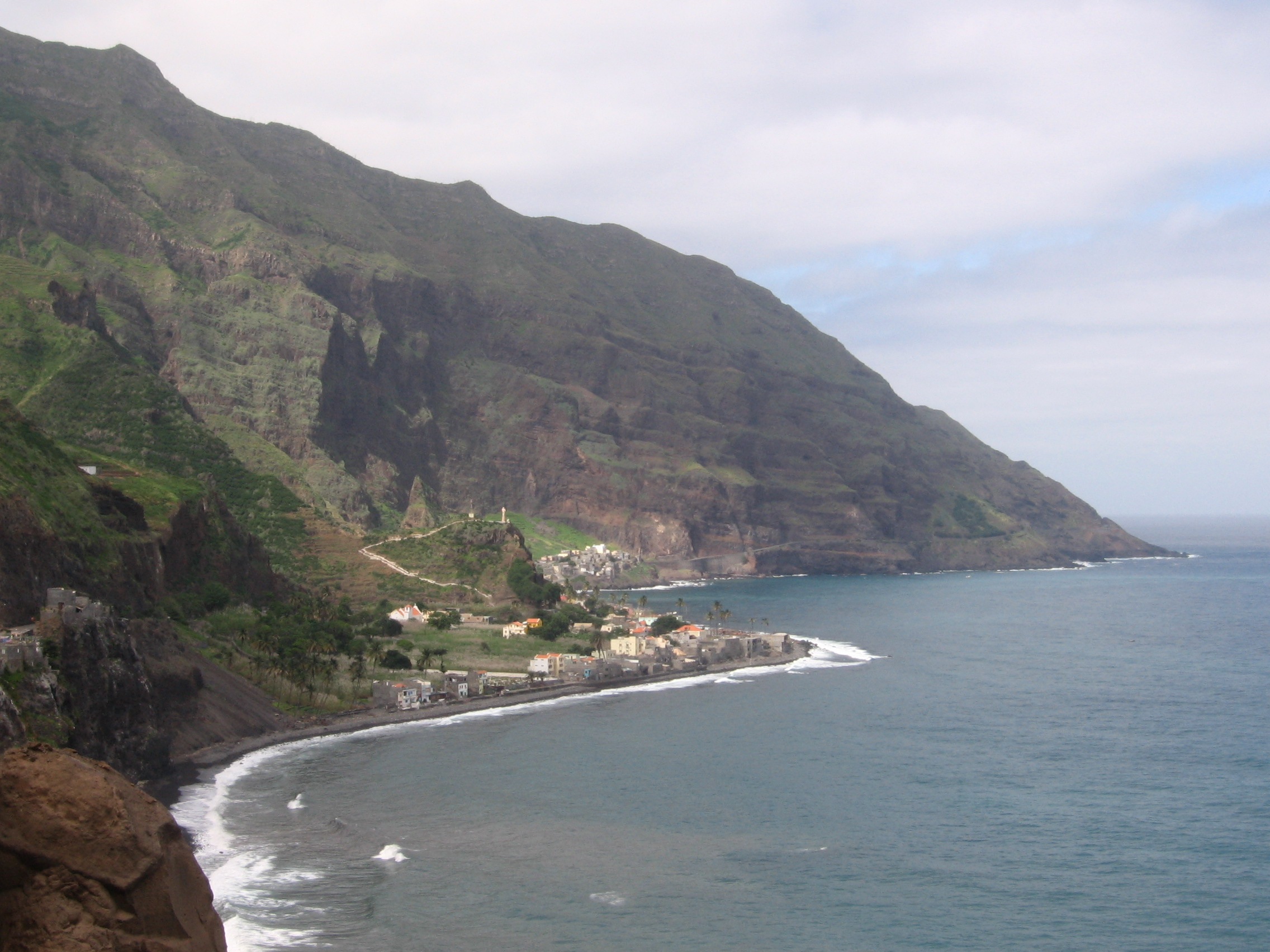
Vila de Pombas

- Ribeira das Pombas (pop: 411)
- Ribeirãozinho (pop: 27)
- Santa Isabel (pop: 186)

## Demografia
És el municipi amb major densitat de població de l'illa, encara que no el més poblat. La seva població va romandre relativament estabilitzada des dels anys 1970, fins a finals del segle xx. Després s'ha produït un descens marcat, a causa de la important emigració registrada, bé cap a Porto Novo i Mindelo, o bé a l'estranger.
| Població de Paul (1940–2010) | Població de Paul (1940–2010) | Població de Paul (1940–2010) | Població de Paul (1940–2010) | Població de Paul (1940–2010) | Població de Paul (1940–2010) | Població de Paul (1940–2010) | Població de Paul (1940–2010) |
| ---------------------------- | ---------------------------- | ---------------------------- | ---------------------------- | ---------------------------- | ---------------------------- | ---------------------------- | ---------------------------- |
| 1940                         | 1950                         | 1960                         | 1970                         | 1980                         | 1990                         | 2000                         | 2010                         |
| 5.845                        | 5.370                        | 6.024                        | 8.000                        | 7.983                        | 8.121                        | 8.385                        | 6.997                        |

## Història
El municipi de Paul va ser creat a l'abril de 1867, encara que al final del segle xix es va unir a l'antic Concelho da Ribeira Grande, passant els dos a formar el Concelho de Santo Antão. En 1971 aquest es va dividir en tres municipis: els citats, més Porto Novo.
A la localitat de Ribeira de Penedo, prop de Janela, pot observar-se l'anomenada Pedra Escrita (tal com és coneguda per la població local) les inscripcions de la qual han dividit als especialistes quant al seu origen i significat, encara no resolt.

## Política
Durant 2004-2008 i des de 2012, el Moviment per la Democràcia és el partit governant del municipi, guanyador amb el 54,7% a les últimes eleccions.

### Assemblea municipal
|                            | 2004 % | 2004 escons | 2008 % | 2008 escons | 2012 % | 2012 escons |
| -------------------------- | ------ | ----------- | ------ | ----------- | ------ | ----------- |
| Moviment per la Democràcia | 56.44  | 7           | 43.3   | -           | 54.7   | 7           |
| PAICV                      | 43.56  | 6           | 50.3   | -           | 42.9   | 6           |

### Municipalitat
|                            | 2004 % | 2004 escons | 2008 % | 2008 escons | 2012 % | 2012 escons |
| -------------------------- | ------ | ----------- | ------ | ----------- | ------ | ----------- |
| Moviment per la Democràcia | 56.12  | 5           | 44.2   | 0           | 55.4   | 7           |
| PAICV                      | 43.88  | 0           | 51.4   | 7           | 42.3   | 0           |

## Agermanaments
- Almodôvar
- Benavente
- Sernancelhe